# Bernhard Jensen
Jacob Bernhard Christian Jensen (* 16. Februar 1912 in Odense; † 17. Juni 1997 in Kirke Hvalsø) war ein dänischer Kanute.

## Erfolge
Bernhard Jensen gewann bei den Olympischen Spielen 1948 in London eine Silbermedaille im Zweier-Kajak. Auf der 1000-Meter-Strecke gewannen er und Ejvind Hansen zunächst ihren Vorlauf und qualifizierten sich so für das Finale. Im Endlauf überquerten sie mit nur 0,2 Sekunden Rückstand hinter den siegreichen Schweden Hans Berglund und Lennart Klingström die Ziellinie, hielten die drittplatzierten Finnen Ture Axelsson und Nils Björklöf aber mit 1,2 Sekunden Vorsprung auf Distanz. Ihre Finallaufzeit betrug 4:07,5 Minuten.
1948 gewann Jensen bei den Weltmeisterschaften mit der 4-mal-500-Meter-Staffel und auch im Zweier-Kajak über 500 Meter mit Ejvind Hansen jeweils die Bronzemedaille.